# Hockeria figurator
Hockeria figurator är en stekelart som först beskrevs av Walker 1862.  Hockeria figurator ingår i släktet Hockeria och familjen bredlårsteklar. Inga underarter finns listade i Catalogue of Life.